# Медвежонок (мультфильм)
Медвежонок — советский короткометражный рисованный мультфильм 1940 года. Снят на мультипликационной студии СССР «Союзмультфильм».

## Сюжет
О приключениях случайно заблудившегося Медвежонка и его возвращении домой с помощью друзей.

## Создатели
- Сценарий — Н. Копьевского
- Режиссёры: Александр Евмененко, Ольга Ходатаева
- Сорежиссёр: Пётр Носов
- Композитор: Юрий Никольский
- Типаж по рисункам — Е. Евгана
- Тех. ассистент: Е. Новосельская
- Художники-мультипликаторы: Геннадий Филиппов, Лев Попов, А. Щекалина, Николай Фёдоров, Фёдор Хитрук
- Звукооператор: С. Ренский
- Цветооператор: Д. Каретный

## Роли озвучивали (не указаны в титрах)
- Евгения Морес — Медвежонок
- Юлия Юльская — Девочка

## Интересные факты
- Мультфильм — одна из первых работ «Союзмультфильма», снятых не в «диснеевском» стиле.
- Мультфильм находится в общественном достоянии, так как был выпущен более 70 лет назад.